# 8197 Mizunohiroshi
8197 Mizunohiroshi (1993 VX) là một tiểu hành tinh vành đai chính được phát hiện ngày 15 tháng 11 năm 1993 bởi T. Kobayashi ở Oizumi.